# Technische documentatie
Technische documentatie is meestal de beschrijving van een technisch product of proces. Dit kan bijvoorbeeld een handleiding bij een apparaat zijn, maar ook instructiemateriaal bij een productieproces in een fabriek.